# 神田全次
神田全次（日语：／ Kanda Zenji */?，1878年2月9日—？），日本富山縣人，基督徒:34、醫師，長年在臺東廳鹿野村（今臺東縣鹿野鄉龍田村）行醫。

## 生平
神田全次生於1878年2月9日:34，家族原設籍於富山縣西礪波郡石動町（今小矢部市），1888年遷至石川縣金澤市片町:1334。1891年6月，神田赴石動病院附設醫塾學習普通學及醫學，1895年3月結業後入讀濟生學舍（今日本醫科大學），1899年3月畢業，拜片桐重明為師:1334。1904年8月26日通過判用軍屬採用試驗，分發至東京預備病院澀谷分院工作，兩天後便隨第二軍配屬出征:1334。12月初因罹病返日，痊癒後返回澀谷分院:1334。1906年4月獲授勳七等瑞寶章:1334。
1914年隨醫師武智岩太郎前往臺灣，1918年任臺灣總督府工事部臨時聘僱醫師，1920年8月任職於高雄臨時海港檢疫所，1922年3月任該所囑託醫師:1334。翌年4月應臺東製糖株式會社之聘，至臺東廳鹿野村服務，在該地醫務室擔任囑託醫師:1334，遇貧困家庭一律不收醫療費用:35。當時臺東爆發瘧疾，因醫療人員不足、藥物缺乏，必須前往臺東街拿回奎寧，有時鐵道因天候影響而中斷，神田遂徒步來回:1334。醫務室經口耳相傳後，求診的人越來越多，臺東廳長也曾前往，花蓮港、大武、新港（今臺東縣成功鎮）等地的病患亦會至該處看診，還有人在鹿野火車站、醫務室間接送患者，賺取車資:1334。
1937年10月1日，神田任臺東廳協議會員。1942年至1945年，瘧疾疫情再度爆發，其中以都歷一帶最為嚴重。因美軍經常空襲，藥物取得不易，神田除看診外，亦會自行採集、烹煮草藥，供給患者服用:35:1335。1946年國民政府接收臺灣，神田留在鹿野擔任瘧疾防治醫師，該年年底返日後仍留在醫界工作。據說其在80多歲時去世:1335。
神田全次曾在鹿野組織向上會、尚武會，前者在每月20日固定舉行「民風作興座談會」:1335，主要宣導村內青少年遠離抽菸、酗酒等習慣，並教授基本醫療保健觀念:35，後者使村民在農閒時舉行劍道、柔道等運動:1335。